# Thomas Bouteille
Pour les articles homonymes, voir Bouteille.
Thomas Bouteille est un coureur cycliste français né le 19 février 1981 à Besançon. Il a notamment été coureur au sein du CC Étupes de 2006 à 2015,.

## Palmarès
- 2005
  - Grand Prix de Charvieu-Chavagneux
  - 3e du Critérium du Printemps
- 2006
  - 2e étape des Cinq Jours des As-en-Provence
  - 2e du Grand Prix Christian Fenioux
  - 3e de Chambord-Vailly
  - 3e du Grand Prix de Plouay amateurs
- 2007
  - Paris-Auxerre
  - Grand Prix Christian Fenioux
  - 2e du Critérium du Printemps
  - 3e de la Ronde du Canigou
  - 3e de Troyes-Dijon
- 2008
  - Ronde du Canigou
  - Critérium du Printemps
  - 1re étape du Tour de Bulgarie
  - 2e de La Tramontane
  - 3e de Troyes-Dijon
- 2009
  - Circuit des Quatre Cantons
  - La Gainsbarre
  - 2e de La Tramontane
  - 2e de Troyes-Dijon
  - 2e du Grand Prix de Chardonnay
  - 3e des Boucles catalanes
- 2010
  - Grand Prix de Chardonnay
  - 2e du Critérium du Printemps
- 2011
  - Champion de Franche-Comté
  - Boucles de la Soule
  - 3e étape du Tour de Franche-Comté
  - Prix de Velesmes-Essarts
  - 2e de la Val d'Ille Classic
- 2012
  - 2e étape du Tour du Canton de Saint-Ciers
  - Prix d'Authoison
  - 2e étape des Quatre Jours des As-en-Provence
  - 2e de Dijon-Auxonne-Dijon
  - 3e du Critérium du Printemps
- 2013
  - Boucles catalanes
  - Grand Prix Coanus
  - Grand Prix de Soultz-sous-Forêts
  - Prix de Velesmes-Essarts
  - 3e du Critérium du Printemps
- 2014
  - Circuit de l'Auxois
- 2015
  - Grand Prix Louhans
  - Prix de Chapelle-lès-Luxeuil

## Classements mondiaux
| Année           | 2010 | 2011  |
| --------------- | ---- | ----- |
| UCI Europe Tour | 499e | 1020e |